# IC 3241
IC 3241 је елиптична галаксија у сазвјежђу Береникина коса која се налази на листи објеката дубоког неба у Индекс каталогу.
Деклинација објекта је + 26° 54' 21" а ректасцензија 12h 23m 8,4s. Привидна величина (магнитуда) објекта IC 3241 износи 16,3 а фотографска магнитуда 17,3. IC 3241 је још познат и под ознакама NPM1G +27.0361, PGC 3089318.